# Schizonotus sieboldi
Schizonotus sieboldi är en stekelart som först beskrevs av Julius Theodor Christian Ratzeburg 1848.  Schizonotus sieboldi ingår i släktet Schizonotus och familjen puppglanssteklar. Arten är reproducerande i Sverige. Inga underarter finns listade i Catalogue of Life.